# 萊昂·阿爾加齊
萊昂·阿爾加齊（法語：Léon Algazi，1890年2月6日—1971年2月28日）出生於今羅馬尼亞久爾久縣的耶普雷什蒂鄉，是一位已故的猶太教的拉比和作曲家。

## 生平
他11歲的時候因為家裡貧困，因此舉家搬遷到布加勒斯特，15歲時騎著驢子到耶路撒冷，在那裏開始接受了一年半的非正式猶太教拉比課程。18歲他前往法國就讀法國猶太神學院，期間長達六年，1922年由首席拉比以色列·萊維簽署畢業文憑。
1922年開始他轉向追求音樂，因此求教於阿诺德·勋伯格和漢斯·艾斯勒學習音樂，發表過短歌劇和製作配樂，1929年在法國廣播電台每周有一個猶太音樂的節目，其後持續在音樂的領域工作及創作。直到1968年是重要的轉折，他擔任法蘭西喜劇院的配樂創作，指揮是安德烈·若利韋，後來也接觸了電影配樂的工作，之後除了音樂工作以外，也付出相當的時間在經營猶太教的組織和出版品，一直到1971年過世。

## 相關連結
- IMDb：Léon Algazi